# Melrose (Apfel)
Melrose ist eine Sorte des Kulturapfels.
Die Sorte 'Melrose' entstand 1932 an der Agricultural Experiment Station in Wooster (Ohio) als Kreuzung aus den Sorten 'Jonathan' und 'Red Delicious', sie ist seit 1942 im Handel.
Die Früchte dieser Sorte werden mittelgroß. Die Schale ist glatt, hart und auf der Sonnenseite braunrot. Das Fruchtfleisch ist sehr fest und saftig und hat einen süßen und aromatischen Geschmack. Mitte Oktober ist der Apfel pflückreif, er ist bis März lagerfähig, kühl gelagert bis Mai. Der Apfel eignet sich für den Frischverzehr, gelegentlich verwendet man ihn für die Herstellung von Saft.
Wegen der geringen Frosthärte eignet sich Melrose nur für milde, windgeschützte Standorte. Die Sorte gedeiht auf nährstoffreichen Böden am besten.